# La Magdalena (Piero della Francesca)
La Magdalena (en italiano, Maddalena), es un fresco del pintor renacentista Italiano Piero della Francesca. Está realizado en 1460 y mide 190 cm. de alto y 105 cm de ancho. Se encuentra actualmente en la Catedral de San Donato, Arezzo, Italia.
María Magdalena viste una capa roja, sobre un vestido verde; el verde es el color emblemático de la fertilidad. La túnica roja la eleva dentro de la jerarquía eclesiástica. Las grandes masas de colores vivos anticipan los principios que serán propios de la escuela veneciana del siglo XVI.
La figura de la Magdalena se encuentra inserta en una arcada decorada con motivos vegetales de la nave izquierda de la iglesia; la referencia a su persona viene dado por la mano izquierda, que tiene un vasito de cristal para ungüentos, que, según el Evangelio, sirvieron para limpiar los pies de Jesucristo. En este objeto de cristal se acentúa el juego de los efectos de la refracción de la luz. 
Tal cuadro representa la fase de madurez del pintor Piero della Francesca, donde se reúnen el uso de colores luminosos para amplias superficies, la minuciosidad (los cabellos de la Magdalena que caen sobre las espaldas están pintados uno a uno) y el uso siempre muy conveniente de la luz.
- Datos: Q3292111
- Multimedia: Mary Magdalene by Piero della Francesca / Q3292111